# 阔唇台湾山蜗牛
阔唇台湾山蜗牛（学名：Cyclotus taivanus dilatus），是中腹足目山蜗牛科Cyclotus属的一种。主要分布于台湾，常生长于落叶下或地上。